# Roman Zozulja
Roman Zozulja född den 22 juni 1979 i Zaporizjzja, Ukrainska SSR, Sovjetunionen, är en ukrainsk gymnast.
Han tog OS-silver i lagmångkampen i samband med de olympiska gymnastiktävlingarna 2000 i Sydney.